# Placówka Straży Celnej „Miechów”

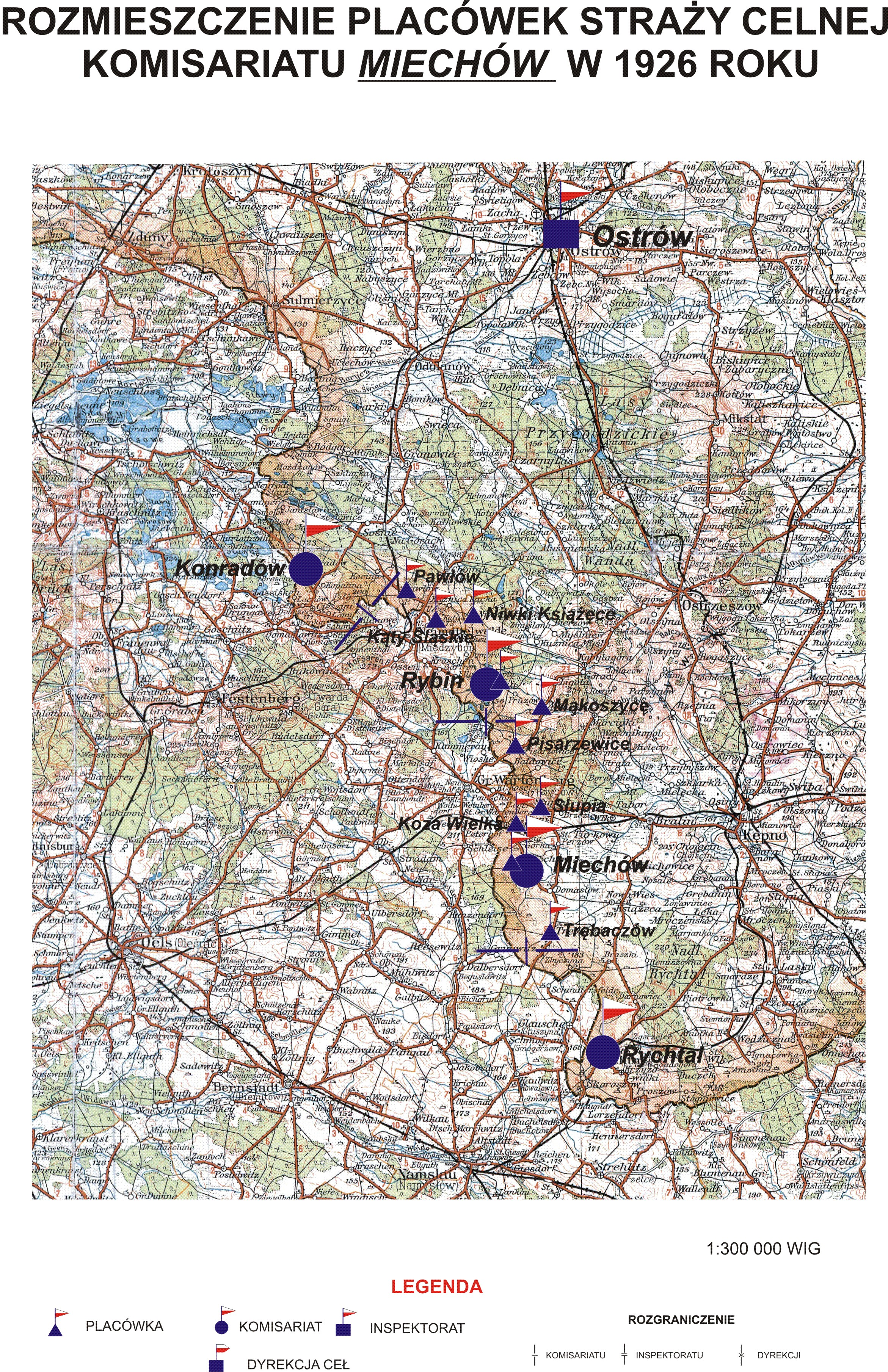
Rozmieszczenie placówek Straży Celnej Komisariatu Miechów w 1926 r.

Placówka Straży Celnej „Miechów” – jednostka organizacyjna Straży Celnej pełniąca w okresie międzywojennym służbę ochronną na granicy polsko-niemieckiej.

## Formowanie i zmiany organizacyjne
W 1921 roku na terenie Słupi stacjonował sztab 1 kompanii 14 batalionu celnego. 1 kompania celna  wystawiła w Miechowie placówkę.
Na wniosek Ministerstwa Skarbu, uchwałą z 10 marca 1920 roku, powołano do życia Straż Celną.
23 października 1921 roku nowo powstała formacja przejęła ochronę granicy państwowej od 14 batalionu celnego. Utworzony komisariat SC „Miechów” zorganizował między innymi placówkę w Miechowie. W 1926 placówka Straży Celnej „Miechów” była nadal w podporządkowaniu komisariatu Straży Celnej „Miechów” z Inspektoratu SC „Ostrów”.
W drugiej połowie 1927 roku przystąpiono do gruntownej reorganizacji Straży Celnej. W praktyce skutkowało to rozwiązaniem tej formacji granicznej. Ochronę północnej, zachodniej i południowej granicy państwa przejęła powołana z dniem 2 kwietnia 1928 roku Straż Graniczna.
15 września 1928 dowódca Straży Granicznej rozkazem nr 7  w sprawie zmian dyslokacji Wielkopolskiego Inspektoratu Okręgowego podpisanym w zastępstwie przez mjr. Wacława Szpilczyńskiego ustalił organizację komisariatu „Gola” i zasięg placówek. Placówka Straży Granicznej I linii „Miechów” znalazła się w jego strukturze.

## Funkcjonariusze placówki
Kierownicy placówki
| stopień    | imię i nazwisko, numer | okres pełnienia służby | kolejne stanowisko |
| ---------- | ---------------------- | ---------------------- | ------------------ |
| przodownik | Tomasz Rogałka (1278)  | był w 1926             |                    |

Obsada personalna placówki w 1926:
- przodownik Tomasz Rogałka (1278)
- strażnik Ludwik Lewandowski (2541)
- strażnik Stanisław Stężała (2107)
- strażnik Marian Wiśniewski (3110)
- strażnik Stefan Szalewski (3058)
- strażnik Piotr Nowacki (3287)
- strażnik Franciszek Biniakiewicz (3312)